# Колединець
46°14′ пн. ш. 16°46′ сх. д. / 46.23° пн. ш. 16.76° сх. д.
Колединець (хорв. Koledinec) — населений пункт у Хорватії, у Копривницько-Крижевецькій жупанії у складі громади Расіня.

## Населення
Населення за даними перепису 2011 року становило 170 осіб.
Динаміка чисельності населення поселення: